# 781
Évszázadok: 7. század – 8. század – 9. század
Évtizedek: 730-as évek – 740-es évek – 750-es évek – 760-as évek – 770-es évek – 780-as évek – 790-es évek – 800-as évek – 810-es évek – 820-as évek – 830-as évek
Évek: 776 – 777 – 778 – 779 –  780 – 781 – 782 – 783 – 784 – 785 – 786

## Események

### Európa
- Nagy Károly frank király feleségével és négy fiatalabb gyermekével Rómába utazik, ahol I. Adorján pápa 4 éves Karlmann fiát megkereszteli a Pippin névre (ezt a nevet viseli Nagy Károly első, púpos fia is) és Itália királyává koronázza. Másik fiát, a 3 éves Lajost Aquitánia királyává koronázza a pápa. A címek nem pusztán névlegesek, a fiúk királyságukba utaznak, ahol nagykorúvá válásukig régensek és tanácsadók kormányoznak.
- Nagy Károly és Adorján pápa megállapodnak a Pápai állam határairól (alapvetően a Római Hercegség és a volt Ravennai Exarchátus területe, mielőtt a longobárdok annektálták volna).
- Nagy Károly Rómában találkozik a bizánci követséggel és eljegyzi 6 éves Rotrude lányát a 10 éves VI. Kónsztantinosz császárral. Hazafelé tartva Parmában találkozik a római követségben járó angolszász Alcuin diakónussal, akit meghív udvarába és kinevezi a palotabeli iskola vezetőjévé.
- Nagy Károly bevezeti a livre (karoling livre) pénzegységet, amelynek értéke egy fontnyi ezüsttel egyenlő. Ilyen címletű érmét nem veret, csak a váltópénzét, az 1/240 livre értékű ezüst deniert.
- Meghal Fergus mac Echdach, a skóciai Dál Riata királya. Utóda Donncoirce.

### Ázsia
- A 73 éves Kónin japán császár lemond a trónról fia, Kanmu javára. Az idős Kónin a következő év elején meg is hal.
- A Fudzsi legrégebbi, írásban feljegyzett kitörése ebben az évben zajlik.
- Kínai keresztények a fővárosban, Csanganban felállítják a hsziani sztélét.
- Al-Mahdí kalifa fia, Hárún ar-Rásíd feleségül veszi unokatestvérét (nagybátyja, Dzsafar lányát), Zubajdát.

## Születések
- Al-Muhászibí, arab teológus, filozófus

## Halálozások
- Fergus mac Echdach, Dál Riata királya

## Fordítás
- Ez a szócikk részben vagy egészben  a(z)   781 című angol Wikipédia-szócikk ezen változatának fordításán alapul.  Az eredeti cikk szerkesztőit annak laptörténete sorolja fel. Ez a jelzés csupán a megfogalmazás eredetét és a szerzői jogokat jelzi, nem szolgál a cikkben szereplő információk forrásmegjelöléseként.